# 발레리 볼로토프

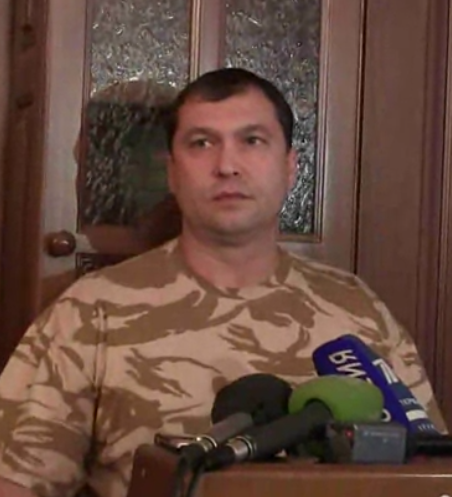
2014년 8월 루한스크에서 촬영한 사진. 가운데가 발레리 볼로토프이다.

발레리 드미트리예비치 볼로토프(러시아어: Вале́рий Дми́триевич Бо́лотов, 우크라이나어: Вале́рій Дми́трович Бо́лотов 발레리 드미트로비치 볼로토우[*], 1970년 2월 13일 ~ 2017년 1월 27일)는 동부 우크라이나의 정치인이자 루한스크 인민 공화국의 자칭 대표이다.

## 생애
볼로토프는 1970년 2월 13일 러시아 남부 항구 도시인 타간로크에서 태어났다. 이후 볼로토프는 1974년 우크라이나 동부의 루한스크주 스타카노프로 이사했다. 그는 두개 대학 학위를 가지고 있다.
그는 나고르노카라바흐 전쟁 당시 소련군의 103 방위 공수 사단의 하사 직위로 참여했다. 그는 나중에 항공군 베테랑 그룹의 지휘관이 되었다. 볼로토프는 아내와 두 자식이 있다.
볼로토프는 육류 공장의 관리자이자 감독으로 근무하고 있었으며, 작은 사업을 운용하고 있었다.
2014년에는 친러시아 시위가 일어나자 루한스크 지역에서 시위대 대표가 되었으며, 결국에는 루한스크 인민 공화국의 독립을 선포하며 "인민의 주지사"가 되었다.
2014년 5월 13일, 볼로토프는 운전 중 자신의 차량에 대한 자동 무기를 이용한 암살 시도에서 살아남았다. 5월 17일, 볼로토프는 러시아 한 병원에서 부상 치료를 받은 이후 다시 루한스크 주로 입국하고자 시도하던 도중 우크라이나 육군에게 포로가 되었다. 그러나, 루한스크 인민 공화국의 무장 세력이 볼로토프가 포로로 있던 우크라이나 육군 체크포인트를 공격하여 성공적으로 해방시켰다.
2014년 5월 18일, 루한스크 인민 공화국 의회에 의해 루한스크 인민 공화국 대표로 선출되었으나, 정부군의 루한스크와 도네츠크 포위 작전 등으로 궁지에 몰린 볼로토프는 결국 2014년 8월 14일 전격 사퇴하였다.

## 같이 보기
- 알렉산드르 자하르첸코